# Bernardo Gusatti Bonsembiante
Bernardo Gusatti Bonsembiante, nota anche come Paolo Bonsembiante (Belluno, 27 novembre 1896 – ...), è stato un politico e presbitero italiano.

## Biografia
Avvocato, fu Deputato del Regno d'Italia nella XXIX, nonché nella XXX legislatura del Regno d'Italia.
Ispettore del Partito Nazionale Fascista, dopo la guerra, nel 1950, fu ordinato sacerdote.